# Daniel Trubač
Daniel Trubač (* 17. července 1997 Opočno) je český profesionální fotbalista, který hraje na pozici ofensivního záložníka za český klub FK Teplice. Je také bývalým českým mládežnickým reprezentantem.

## Klubová kariéra
Svoji fotbalovou kariéru začal ve Spartaku Opočno. V mládeži hrál kromě fotbalu také lední hokej. V dorostu přestoupil do klubu FC Hradec Králové.

### FC Hradec Králové

#### Sezona 2014/15
Před sezonou 2014/15 se propracoval do prvního mužstva. V A-týmu debutoval v 1. české lize 17. 8. 2014 v utkání 4. kola proti FC Viktoria Plzeň (prohra 0:4), když v 80. minutě nahradil na hrací ploše Aleše Čermáka. 24. 3. 2015 podepsal s "Votroky" nový kontrakt platný do konce sezony 2018/19. Svůj první gól v sezoně a zároveň v dresu Hradce Králové vstřelil v zápase 27. kola hraného 9. května 2015 proti FC Baník Ostrava (výhra 1:0). Celkem v ročníku nastoupil k 16 ligovým střetnutím. S klubem sestoupil do 2. ligy.

#### Sezona 2015/16
Svoji první branku v sezoně vsítil 3. srpna 2015 ve 4. kole proti B-týmu SK Sigma Olomouc (výhra 4:1), prosadil se v 62. minutě. S mužstvem postoupil zpět do české nejvyšší soutěže, když jeho klub ve 28. kole hraném 17. 5. 2016 porazil FK Baník Sokolov 2:0 a 1. SC Znojmo, které bylo v tabulce na třetí pozici, prohrálo s FC Sellier & Bellot Vlašim. Podruhé v ročníku dal branku 21. 5. 2016 ve 29. kole na půdě FK Ústí nad Labem (výhra 2:1), v 73. minutě vyrovnával na 1:1. V sezoně 2015/16 si připsal 19 startů v lize.

### SK Slavia Praha
V červnu 2017 se dohodl na smlouvě s klubem SK Slavia Praha, mistrem české nejvyšší ligy ze sezóny 2016/17. Stal se sedmou letní posilou Slavie.

### FC Teplice
Z Edenu brzy po přestupu zamířil na hostování do Teplic, kde se pozvolna vypracoval v oporu. Do Slavie se už nevrátil, na začátku roku 2019 se stal hráčem Teplic.

## Reprezentační kariéra
V minulosti reprezentoval Českou republiku v kategorii do 16, 17, 18, 19, 20 a 21 let.